# Strzemieszyce Wielkie (gromada)
Strzemieszyce Wielkie – dawna gromada, czyli najmniejsza jednostka podziału terytorialnego Polskiej Rzeczypospolitej Ludowej w latach 1954–1972.
Gromady, z gromadzkimi radami narodowymi (GRN) jako organami władzy najniższego stopnia na wsi, funkcjonowały od reformy reorganizującej administrację wiejską przeprowadzonej jesienią 1954 do momentu ich zniesienia z dniem 1 stycznia 1973, tym samym wypierając organizację gminną w latach 1954–1972.
Gromadę Strzemieszyce Wielkie z siedzibą GRN w Strzemieszycach Wielkich (wówczas wsi; obecnie w granicach Dąbrowy Górniczej) utworzono – jako jedną z 8759 gromad na obszarze Polski – w powiecie będzińskim w woj. stalinogrodzkim, na mocy uchwały nr 14/54 WRN w Stalinogrodzie z dnia 5 października 1954. W skład jednostki weszły obszary dotychczasowych gromad Grabocin, Strzemieszyce Folwark i Strzemieszyce Wielkie ze zniesionej gminy Strzemieszyce Wielkie w tymże powiecie, a także oddziały leśne nr nr 140-148 i 224 z Nadleśnictwa Gołonóg.
13 listopada 1954, po pięciu tygodniach, gromadę Strzemieszyce Wielkie zniesiono w związku z nadaniem jej statusu miasta, dla którego ustalono 50 członków miejskiej rady narodowej (27 maja 1975 Strzemieszyce Wielkie stały się częścią Dąbrowy Górniczej).